# Benjamin Wildman-Tobriner
Benjamin "Ben" Wildman-Tobriner (San Francisco, 21 de setembro de 1984) é um nadador norte-americano, ganhador de uma medalha de ouro em Jogos Olímpicos.
Bateu o recorde mundial dos 4x100m livres com a equipe americana.